# Moissy-Cramayel
Moissy-Cramayel – miejscowość i gmina we Francji, w regionie Île-de-France, w departamencie Sekwana i Marna.
Według danych na rok 1990 gminę zamieszkiwały 12 263 osoby, a gęstość zaludnienia wynosiła 859 osób/km² (wśród 1287 gmin regionu Île-de-France Moissy-Cramayel plasuje się na 211. miejscu pod względem liczby ludności, natomiast pod względem powierzchni na miejscu 185.).

## US Sénart-Moissy
W 1932 w mieście został założony klub piłkarski US Sénart-Moissy. W latach 1996–1999 oraz 2002–2012 występował w czwartej lidze.
| Reprezentanci kraju grający w klubie | Reprezentanci kraju grający w klubie |
| Imię i nazwisko                      | Reprezentacja                        |
| ------------------------------------ | ------------------------------------ |
| Kamel Larbi                          | Algieria                             |
| Granddi Ngoyi                        | Demokratyczna Republika Konga        |
| Brice Jovial                         | Gwadelupa                            |
| Vidian Valérius                      | Gwadelupa                            |
| Ben Ahmed Attoumani                  | Komory                               |
| Bruce Abdoulaye                      | Kongo                                |
| Cristel Kimbémbé                     | Kongo                                |
| Alsény Keita                         | Liberia                              |
| Abdelaziz Barrada                    | Maroko                               |
| Miguel Sméralda                      | Martynika                            |
| Pascal Gourville                     | Mauretania                           |
| Arassen Ragaven                      | Mauritius                            |
| Brad Pirioua                         | Republika Środkowoafrykańska         |
| Papy Djilobodji                      | Senegal                              |
| Alpha Oumar Sow                      | Senegal                              |
| Mickaël Tavares                      | Senegal                              |
| Alphonse Yao                         | Wybrzeże Kości Słoniowej             |

1. ↑  Stan na grudzień 2023